# 中铁信托
中铁信托有限责任公司，注册地位于成都，隶属于中国铁路工程总公司。业务性质为金融信托与管理。2017年，公司总资产171.64亿元，净资产83.90亿元，净利润14.78亿元。